# Renyeca
Renyeca es un cultivar de higuera de tipo higo común Ficus carica, unífera (con una sola cosecha por temporada, los higos de otoño), con higos de epidermis con color de fondo negro intenso, y con sobre color púrpura rojizo claro. Se cultiva en la colección de higueras de Montserrat Pons i Boscana en Llucmajor (España).

## Sinonimia
- “Del Renyac”,[4][6][7]

## Historia
Actualmente la cultiva en su colección de higueras baleares Montserrat Pons i Boscana, rescatada de un ejemplar o higuera madre localizada en el predio de "son Quartera" en el término de Llucmajor, propiedad de Miquel Tomás, persona de grandes conocimientos y notable sabiduría en el ámbito agrícola, y sobre todo en lo relacionado con las higueras.
La higuera madre fue plantada por Gori Carbonell, tío de la madre de Miquel Tomás, hacia el año 1848. La higuera en el año 1929, a los 81 años de su plantación, ya envejecida, fue arrancada por un par de bueyes de labranza, y posteriormente brotó un retoño, que es la higuera actual.
La variedad 'Renyeca' es poco conocida y cultivada. Debe su nombre a ser originaria de la región del Renyac francés. Probablemente introducida en las Islas Baleares por los religiosos del sur de Francia.

## Características
La higuera 'Renyeca' es una variedad unífera de tipo higo común de una sola cosecha por temporada, los higos de otoño. Árbol de vigorosidad mediana-alta, y un buen desarrollo en terrenos favorables, copa redondeada de porte esparcido con ramas alargadas y follaje claro, con una notable emisión de rebrotes. Sus hojas son de 3 lóbulos en su mayoría, y pocas de 1 lóbulo. Sus hojas con dientes presentes márgenes serrados poco marcados, pilosidad en el envés, con ángulo peciolar obtuso. 'Renyeca' tiene un desprendimiento de higos elevado, con un rendimiento productivo mediano y periodo de cosecha medio. La yema apical cónica de color verde amarillento.
Los frutos de la higuera 'Renyeca' son frutos de un tamaño de longitud x anchura:32 x 35mm, con forma esférica más bien ovoidal, los higos son de tamaño mediano, sus frutos son simétricos en la forma, y uniformes en las dimensiones, bajo porcentaje de frutos aparejados y sin formaciones anormales, de unos 22,830 gramos en promedio, cuya epidermis es delgada, de textura fina al tacto, de consistencia blanda, con color de fondo negro intenso, y con sobre color púrpura rojizo claro. Ostiolo de 2 a 3 mm con escamas pequeñas rojizas, casi siempre estrellado sin gota de miel. Pedúnculo de 2 a 3 mm cilíndrico amarillento. Grietas longitudinales escasas. Costillas poco marcadas. Con un ºBrix (grado de azúcar) de 15 de sabor poco dulce, soso, con color de la pulpa rojo intenso. Con cavidad interna pequeña, con aquenios medianos en tamaño y en poca cantidad. Los frutos maduran con un inicio de maduración de los higos sobre el 16 de agosto a 22 de septiembre. Cosecha con rendimiento productivo mediano, y periodo de cosecha medio.
Se usa en alimentación humana en seco y fresco y en seco para animales. Difícil abscisión del pedúnculo, normalmente se recogen sin este que se queda adherido en el árbol. De consistencia blanda son medianamente resistentes al transporte, y a las lluvias, y resistentes a la apertura del ostiolo. Con poca susceptibilidad al desprendimiento del árbol cuando madura.

## Cultivo
'Renyeca', se utiliza en alimentación humana en seco, y alimento para el ganado. Se está tratando de recuperar de ejemplares cultivados en la colección de higueras baleares de Montserrat Pons i Boscana en Llucmajor.